# Histórias da Terra e do Mar
Histórias da Terra e do Mar é um livro da escritora portuguesa Sophia de Mello Breyner Andresen, publicado em 1984.
É composto por cinco contos, - que nos transportam para o universo da infância. Cada um deles tem uma harmonia própria que vive de alargadas descrições, de personagens encantadas e de metáforas expressivas:
- História da Gata Borralheira,
- O Silêncio,
- A Casa do Mar,
- Saga (inspirada pelo imaginário dos antepassados dinamarqueses da autora[1]),
- Vila d'Arcos

## Contos

### História da Gata Borralheira
De uma leitura simples, mas profunda, a "História da Gata Borralheira" de Sophia de Mello Breyner diz-nos que nem sempre a riqueza é o melhor caminho e que as coisas podem nem sempre correr bem. Um conto de fadas "mais realista", com um final infeliz...
Com algumas semelhanças ao conto tradicional, este fala do primeiro baile de uma jovem rapariga chamada Lúcia. Esta foi com a sua tia-madrinha para o baile, numa mansão cor-de-rosa, na primeira noite de Junho. Mas, como se apresentou com um horroroso vestido lilás e uns sapatos azuis rotos e velhos, foi colocada de parte por todos, durante a festa, sentindo-se ridicularizada. Então, durante a noite, ela olhou-se no espelho, sentindo-se "afogada, boiando numa água sinistra". Encontrou uma outra rapariga misteriosa, que a faz ver que os espelhos são como as pessoas "más", que não diziam a verdade. Mais tarde, um rapaz dança com ela e, também um tanto misterioso, lhe diz que, noites como aquelas escondiam uma "angústia" por entre os brilhos, cores e perfumes... Durante a dança, um dos sapatos velhos cai-lhe do pé! Mas ela nada disse. No final da noite, numa sala coberta de espelhos, Lúcia promete a si mesma que vai mudar a sua vida, vivendo com a sua tia-madrinha e abandonando o seu pai e os seus irmãos.
Passados vinte anos, ela volta à tal mansão, agora rica, bonita e poderosa. Tinha mesmo mudado a sua vida! Para relembrar o seu passado, Lúcia volta à tal sala de espelhos, onde, como que por magia, a imagem reflectida não é do seu novo vestido, mas sim a do antigo, lilás. Neste momento de pavor, entrou um homem na sala, dizendo ser o "outro caminho". O caminho que ela não escolheu vinte anos antes. E, como pagamento, queria o seu sapato do pé esquerdo que, agora, era forrado a diamantes e, em troca, ele entregava-lhe o antigo sapato roto. Como ela não se conseguiu mover, ele trocou os sapatos.
Na manhã seguinte, Lúcia é encontrada morta na mesma sala. Nunca houve explicação para o facto de se encontrar um sapato roto no seu pé esquerdo. A história tem, assim, um final misterioso e impossível de desvendar, ficando toda a gente sem saber porque é que ela morreu mas pensa-se ter morrido de síncope cardíaca.

### Saga
"Saga" relata a vida e o drama de uma família de marinheiros de Vig, uma pequena ilha nórdica. A personagem principal tem o nome de Hans 
cujo grande desejo é tornar-se marinheiro. O pai deste, com a morte dos seus irmãos mais novos, Gustav e Niels, num naufrágio, proíbe Hans de ser marinheiro, mas ele foge para o mar.
Em Agosto chega a Vig, vindo da Noruega um cargueiro inglês cujo nome era "Angus" onde Hans se alistou como grumete. Atravessaram as tempestades da Biscaia. Chegaram a uma cidade desconhecida, o Porto. Hans amou desde o primeiro dia a cidade. Alguns dias mais tarde Hans e o capitão do barco tiveram uma discussão e nessa noite Hans fugiu do barco sem o seu capitão saber. Encontrou um inglês chamado Hoyle que o ajudou e fez dele um misto de empregado e de filho adoptivo. A sua adolescência decorreu entre os cais, os armazéns e os barcos.
Dois dias depois de Hoyle ter acolhido Hans, comprou-lhe roupa, papel e caneta. Hans enviou uma carta à sua família a pedir desculpas pela fuga, as razões que o levaram a fugir, as suas aventuras e o seu paradeiro. Meses depois a sua mãe respondeu à sua carta dizendo-lhe para não voltar a Vig, pois seu pai não o aceitaria de volta. Os anos passaram e Hans aprendeu a arte de navegar e a arte de comerciar. Aos 21 anos Hans já era capitão de um navio de Hoyle e homem de confiança nos negócios.
Desde muito cedo Hans conheceu as ilhas do Atlântico, as costas de África e do Brasil, e os mares da China. Ao fim de longos meses, Hans regressou à sua cidade de adopção e Hoyle entregou-lhe as cartas que recebera na sua ausência, as cartas da sua mãe. Todas as cartas diziam para Deus o abençoar e que não voltasse a Vig, pois o pai não o receberia. Quando já passada a sua primeira mocidade, Hoyle adoeceu e pediu a Hans para ficar com ele. Hans ficou, deixou de ser seu empregado e passou a ser seu sócio. Hans tratava agora de todos os negócios de Hoyle e à noite relatava-lhe todo e, de seguida, bebiam juntos um copo de vinho.
Escreveu ao pai passado uns tempos dizendo-lhe que não era mais um navegador entre as ondas e o vento. Que era agora um homem estabelecido, em terra firme e que iria voltar a Vig. A sua mae respondeu-lhe dizendo-lhe que seu pai não o receberia. Associado a Hoyle, Hans começou a criar uma fortuna pessoal. Algum tempo depois, casou-se com a filha dum general liberal que desembarcara em Mindelo. Chamava-se Ana e tinha a cara redondinha e rosada e cheirava a maçã, tal como a primeira mulher criada e como a casa onde ele nascera. Como tinha cabelo loiro, lembrava-lhe as tranças das mulheres de Vig. Pouco antes do casamento de Hans, Hoyle morrera e Hans formara agora a sua própria firma, cuja prosperidade crescia. Hans era agora um homem rico. E foi no tempo das últimas camélias (vermelhas, pesadas e largas) que nasceu o primeiro filho de Hans.
Tinha sido acordado que o bebé iria ser baptizado no sétimo dia de vida e que, após o baptizado o primeiro barco de Hans iria ser lançado à água. Quando tudo se preparava para o baptizar, o bebé na madrugada do sexto dia adoeceu, foi baptizado de urgência e foi-lhe posto o nome de Sören. Nasceu o segundo filho de Hans no tempo das primeiras camélias, em Novembro do ano seguinte. Os anos foram passando e a riqueza de Hans aumentando. Nasceram-lhe mais três filhos e duas filhas, aumentou também o número dos seus barcos e a extensão dos seus negócios. A sua antiga fuga de Vig fora, de alguma maneira, inútil. Nem a traição lhe dera o seu destino. E entre negócios e nostalgia, viagens e empreendimentos os anos foram passando.
No entanto, parecia a Hans que algo em sua vida, embora tão tarde, era ainda espera e espaço aberto, possibilidade. Quando a mãe morreu, ele escreveu novamente ao pai mas dele, nunca viera resposta e foi aí que Hans compreendeu que jamais regressaria a Vig. Passados alguns meses comprou uma quinta que do alto de uma pequena colina descia até ao cais de saída da barra. Hans mandou fazer grandes obras. Da Boémia vieram os vidros de cristal lavrado das portas, semi-transparentes e semi-foscas e tendo gravada as suas iniciais, nos copos, jarras, jarros, taças e compoteiras cuja transparência brilhava e tilintava em almoços e jantares. Da Alemanha, da França, de Itália vieram as sedas e os veludos dos cortinados e os móveis á última moda e muito vinho das garrafeiras, vinho do Reno e do Mosela e vinho tinto da Borgonha, vinho de Champagne e vinho de Itália, alinhados por ordem de origem ao lado dos vinhos do Douro e da Madeira.
Agora que os filhos cresciam, Hans gostava dos longos jantares. Além da família, sempre havia amigos e convidados. Entretanto, à medida que a vida ia cumprindo os seus ciclos, noivados, casamentos, nascimentos, baptizados iam povoando a casa de azáfama e festas, animando e dramatizando os dias, reajustando as relações dos personagens como num caleidoscópio, quando, num clique, se reajustam as relações das figuras. Os filhos tinham crescido. Hans, encalhado agora em hábitos, afazeres e demoras sem jamais surgir, assomar, à proa do navio, no horizonte de Vig.
Faltava-lhe algo que lhe era devido. No fundo da quinta, para os lados da barra, Hans mandou construir uma torre. Segundo disse para ver a entrada e a saída dos seus barcos. Daí em diante, de vez em quando, à tarde, em vez de trabalhar no escritório, trabalhava no quarto da torre onde recebia os empregados e as pessoas que o procuravam. Consigo levava, às vezes, a sua neta mais velha, a Joana, que achava na torre grande aventura e mistério, e a quem ele ensinava o nome e a história dos navios. Os anos começaram a passar muito depressa e, uma certa irrealidade começou a crescer.
Hans já não viajava, estava velho. Tinha as mãos um pouco trémulas, o azul dos olhos desbotado, fundas rugas lhe cavavam a testa, os cabelos e as compridas suíças estavam completamente brancas. Quando adoeceu para morrer, ia Novembro perto do fim, as camélias brancas estavam em flor, levemente rosadas, macias, transparentes. Durante seis dias, Hans sereno e consciente pareceu resistir, mas ao sétimo dia a febre subiu, a respiração começou a ser difícil e na sua atenção algo se alterou. Ao cair da noite Hans chamou a mulher e os filhos e pediu-lhes que, quando ele morresse, lhe construíssem um barco em cima da sua sepultura, os filhos perguntaram como era o navio e Hans respondeu: "Naufragado!"
Talvez Hans estivesse a delirar quando disse as suas últimas palavras, mas fizeram o que ele queria. Em pedra e bronze, com mastros quebrados e velas rasgadas, o navio foi construído sobre a campa de Hans assim ele navega todas as noites, com o seu barco naufragado, para a sua terra Natal, Vig.